# Klášter Samtavro
Klášter Samtavro je komplex sestávající z kostela Proměnění Páně a ženského kláštera Svaté Kristýny ve městě Mccheta v Gruzii. Byl postaven ve 4. století za iberského krále Miriana III. Kostel byl rekonstruován v 11. století za gruzínského krále Jiřího I. (gruzínsky გიორგი I – Giorgi I) (998 nebo 1002 – 16. srpen 1027).